# The Naked Witch
The Naked Witch è un film horror statunitense del 1961 diretto da Larry Buchanan.

## Trama
Dopo un breve prologo di otto minuti con riprese ravvicinate dei quadri di Hieronymus Bosch e una voce in sottofondo che parla della storia della stregoneria, entra in scena l'attore Robert Short. Uno studente universitario sta guidando un'auto in una zona collinare del Texas, nei pressi del villaggio di Luckenbach, fondato da immigrati tedeschi, perché deve completare la sua tesi di laurea sul folklore locale, in particolare sulle superstizioni di origini medievali della gente del luogo.
Quando finisce il carburante si avvia a piedi verso il villaggio e incontra un contadino, Franz Schoennig che sembra non essere molto ospitale quando viene a conoscere le ragioni che hanno portato il giovane in quei luoghi. Quindi incontra una ragazza, Kirska, che lo porta nella locanda del nonno, Hans Schoennig. Dopo qualche bicchiere, il vecchio comincia a raccontare al ragazzo dell'eliminazione di una strega avvenuta poco tempo addietro e Kirska gli presta un vecchio libro sulla strega di Luckenbach che il giovane legge nel corso della nottata.
Dopo aver letto la storia della strega, si reca poi al cimitero per trovare la sua tomba e, dopo averla localizzata, scava nel terreno e riporta alla luce il suo scheletro. Dopo aver trasportato i resti alla locanda, durante la notte lo scheletro si trasforma nel corpo di una giovane ragazza che abbandona la camera e si reca ad uccidere due abitanti del luogo, tra cui lo stesso Hans.

## Produzione
Il film è un mediometraggio del genere horror di Larry Buchanan. Fu prodotto dalla Alexander Enterprises e girato nel 1957 a Luckenbach, in Texas con un budget stimato in soli 8.0000 dollari. È il remake di un film finlandese del 1952, Noita palaa elämään, diretto da Roland Hallstrom.

## Distribuzione
La produzione fu ultimata nel 1961, la pellicola fu realizzata a colori ma venne poi distribuita solo nel 1964 in bianco e nero.
La pellicola è entrata nel pubblico dominio.

## Critica
Secondo Rudy Salvagnini (Dizionario dei film horror) il film può vantare, nonostante il budget ristrettissimo, un'atmosfera suggestiva e a tratti ipnotica. La pellicola risulta però alla lunga noiosa e lo svolgersi del plot lento. La parte dell'attrice Libby Hall, che interpreta la strega, risulta azzeccata.